# Xcode
Xcode is een geïntegreerde ontwikkelomgeving (IDE) met een geheel van softwareontwikkelingsproducten ontwikkeld door Apple voor het ontwikkelen van software voor macOS, watchOS, tvOS en iOS. De eerste versie van Xcode werd uitgebracht in 2003. Nieuwe versies zijn gratis beschikbaar via de Mac App Store voor gebruikers van MacOS.